# Bandera de Mazcuerras
La bandera de Mazcuerras es uno de los símbolos del municipio español de Mazcuerras en Cantabria, junto a su escudo.
Es de paño rectangular, horizontal, de proporciones 2:3, compuesta por tres bandas horizontales de igual altura; blanca en la parte superior, roja en el centro y verde en la parte inferior, con el escudo municipal en el centro de la bandera. El color blanco hace referencia a las gestas medievales y modernas en que estuvieron empeñados los hombres del municipio dando explicación de todas la batallas y conquistas. El rojo refuerza la idea de pertenencia a Cantabria. El verde representa las características básicas del entorno geográfico del municipio: «sitio de pastos y forrajes, mies (mar) de hierba».
La bandera fue adoptada en sesión plenaria celebrada por el Ayuntamiento el día 6 de julio de 1996 siendo autorizada por el Consejo de Gobierno de Cantabria el día 3 de agosto de 1996, previo informe favorable emitido por la Real Academia de la Historia.